# Acacia magnifica
Acacia magnifica é uma espécie de leguminosa do gênero Acacia, pertencente à família Fabaceae.